# Gornji Hrašćan
Gornji Hrašćan is een plaats in de gemeente Nedelišće in de Kroatische provincie Međimurje. De plaats telt 893 inwoners (2001).